# 大沢貞義
大沢 貞義（おおさわ さだよし、1926年 - ）は、島根県出身の元アマチュア野球選手（投手、内野手、外野手）。

## 経歴・人物
松江商業学校から1948年に立教大学に進学。投手、主力打者として活躍する。東京六大学野球リーグでは優勝には届かなかったが、1950年秋季リーグでは早大に次ぐ2位。1951年春季リーグでは13試合に登板し早慶両校との3者プレーオフに持ち込むが、敗退し3位に終わった。同季は42打数17安打、打率.405で首位打者となる。リーグ通算57試合登板、24勝19敗、156奪三振、防御率2.75。
卒業後は熊谷組に入社、エース兼右翼手として起用される。1952年の都市対抗で準決勝に進むが全鐘紡に敗退。この大会では殊勲選手に選出される。1955年から3年連続で世界アマチュア野球大会に出場。1956年の都市対抗では監督も兼ね、根来広光（東京鉄道管理局から補強）らのリリーフとしても起用され勝ち進む。しかし決勝では日本石油の藤田元司に抑えられ敗退。この大会では久慈賞を獲得した。同年の産業対抗では決勝で日本ビールを降し優勝。1957年の都市対抗はエース島津四郎を擁し、決勝で日本通運の堀本律雄を打ち崩し優勝した。同年限りで現役引退するが、1959年の第3回アジア野球選手権大会には助監督兼外野手として参加している。1960年の都市対抗は監督として優勝に貢献、小野賞に選出されている。